# آرثر غودريش
آرثر غودريش (بالإنجليزية: Arthur Goodrich)‏ هو واضع كلمات الأوبرا وكاتب مسرحي أمريكي، ولد في 18 فبراير 1878 في نيو بريتن في الولايات المتحدة، وتوفي في 26 يونيو 1941 في نيويورك في الولايات المتحدة.

## وصلات خارجية
- آرثر غودريش على موقع IMDb (الإنجليزية)
- آرثر غودريش على موقع قاعدة بيانات برودواي على الإنترنت (الإنجليزية)
- آرثر غودريش على موقع قاعدة بيانات الفيلم (الإنجليزية)